# Aziatische auto in 2019
Dit artikel geeft een overzicht van alle Aziatische personenwagens die in 2019 op de markt kwamen. De auto's staan alfabetisch gerangschikt per merk.
| Audi |                  | concern:                                                                                  | FAW-Volkswagen China |
| Audi | divisie:         |                                                                                           |                      |
| Audi | merk:            | Audi Duitsland                                                                            |                      |
| Audi | model:           | Q2L e-tron cross-over-suv (verlengde elektrische variant van de Q2 voor de Chinese markt) |                      |
| Audi | einde productie: | ?                                                                                         |                      |
| Audi | productieaantal: | ?                                                                                         |                      |

| BMW |                  | concern:                                                                           | BMW Brilliance Automotive China |
| BMW | divisie:         |                                                                                    |                                 |
| BMW | merk:            | BMW Duitsland                                                                      |                                 |
| BMW | model:           | 3-serie L (F28; 7e generatie; sedan met verlengde wielbasis voor de Chinese markt) |                                 |
| BMW | einde productie: | ?                                                                                  |                                 |
| BMW | productieaantal: | ?                                                                                  |                                 |

| Buick |                  | concern: | SAIC-GM China |
| Buick | divisie:         | |               |
| Buick | merk:            | Buick Verenigde Staten |               |
| Buick | model:           | Enclave cross-over-suv (2e generatie; apart model met kortere wielbasis dan de Amerikaanse Enclave voor de Chinese markt) |               |
| Buick | einde productie: | ? |               |
| Buick | productieaantal: | ? |               |

| Buick |                  | concern:                                                                                         | SAIC-GM China |
| Buick | divisie:         |                                                                                                  |               |
| Buick | merk:            | Buick Verenigde Staten                                                                           |               |
| Buick | model:           | Encore kleine cross-over-suv (2e generatie; ging na een facelift in 2023 verder als Encore Plus) |               |
| Buick | einde productie: | 2023                                                                                             |               |
| Buick | productieaantal: | ca. 45.000 (verkocht in China)                                                                   |               |

| Buick |                  | concern:                                                                                     | SAIC-GM China |
| Buick | divisie:         |                                                                                              |               |
| Buick | merk:            | Buick Verenigde Staten                                                                       |               |
| Buick | model:           | Velite 6 elektrische stationwagen (voor de Chinese markt; vanaf 2020 ook als plug-inhybride) |               |
| Buick | einde productie: | ?                                                                                            |               |
| Buick | productieaantal: | ?                                                                                            |               |

| BYD |                  | concern:                                | onafhankelijk |
| BYD | divisie:         |                                         |               |
| BYD | merk:            | BYD China                               |               |
| BYD | model:           | e1 elektrische kleine vijfdeurhatchback |               |
| BYD | einde productie: | 2021                                    |               |
| BYD | productieaantal: | 9484 (verkocht in China)                |               |

| BYD |                  | concern:                                           | onafhankelijk |
| BYD | divisie:         |                                                    |               |
| BYD | merk:            | BYD China                                          |               |
| BYD | model:           | e2 vijfdeurhatchback / e3 sedan (elektrische auto) |               |
| BYD | einde productie: | ?                                                  |               |
| BYD | productieaantal: | ?                                                  |               |

| BYD |                  | concern:     | onafhankelijk |
| BYD | divisie:         |              |               |
| BYD | merk:            | BYD China    |               |
| BYD | model:           | Song Pro suv |               |
| BYD | einde productie: | ?            |               |
| BYD | productieaantal: | ?            |               |

| Foton |                  | concern:                                                                                              | BAIC Group China |
| Foton | divisie:         | |                  |
| Foton | merk:            | Foton China                                                                                           |                  |
| Foton | model:           | Tunland Yutu / General F9 (luxueuzer uitvoering) / Tunland G7 (buiten China) twee- en vierdeurpick-up |                  |
| Foton | einde productie: | ? |                  |
| Foton | productieaantal: | ? |                  |

| Jetta |                  | concern:                                                                                     | FAW-Volkswagen China |
| Jetta | divisie:         |                                                                                              |                      |
| Jetta | merk:            | Jetta China                                                                                  |                      |
| Jetta | model:           | VA3 kleine sedan (hernoemde Volkswagen Jetta Night onder Volkswagens nieuwe Chinese submerk) |                      |
| Jetta | einde productie: | ?                                                                                            |                      |
| Jetta | productieaantal: | 155.303 (verkocht in China t/m 2022)                                                         |                      |

| Jetta |                  | concern:                             | FAW-Volkswagen China |
| Jetta | divisie:         |                                      |                      |
| Jetta | merk:            | Jetta China                          |                      |
| Jetta | model:           | VS5 cross-over-suv                   |                      |
| Jetta | einde productie: | ?                                    |                      |
| Jetta | productieaantal: | 272.602 (verkocht in China t/m 2022) |                      |

| Kia |                  | concern:                | Hyundai Motor Company Zuid-Korea |
| Kia | divisie:         |                         |                                  |
| Kia | merk:            | Kia Zuid-Korea          |                                  |
| Kia | model:           | K5 sedan (5e generatie) |                                  |
| Kia | einde productie: | ?                       |                                  |
| Kia | productieaantal: | ?                       |                                  |

| Kia |                  | concern:                        | Hyundai Motor Company Zuid-Korea |
| Kia | divisie:         |                                 |                                  |
| Kia | merk:            | Kia Zuid-Korea                  |                                  |
| Kia | model:           | Mohave grote suv (2e generatie) |                                  |
| Kia | einde productie: | juli 2024                       |                                  |
| Kia | productieaantal: | ?                               |                                  |

| Kia |                  | concern:                                                                                  | Hyundai Motor Company Zuid-Korea |
| Kia | divisie:         |                                                                                           |                                  |
| Kia | merk:            | Kia Zuid-Korea                                                                            |                                  |
| Kia | model:           | Seltos compacte suv (India en China hadden eigen varianten; in China als KX3 op de markt) |                                  |
| Kia | einde productie: | ?                                                                                         |                                  |
| Kia | productieaantal: | ?                                                                                         |                                  |

| Kia |                  | concern: | Hyundai Motor Company Zuid-Korea |
| Kia | divisie:         | |                                  |
| Kia | merk:            | Kia Zuid-Korea |                                  |
| Kia | model:           | Soul / Soul EV kleine cross-over-suv (3e generatie; de elektrische variant wordt in Europa ook als e-Soul verkocht) |                                  |
| Kia | einde productie: | ? |                                  |
| Kia | productieaantal: | ca. 400.000 (verkocht in de Verenigde Staten t/m 2024)                                                              |                                  |

| Mercedes-AMG |                  | concern:                                                                                                | Beijing Benz Automotive China |
| Mercedes-AMG | divisie:         | |                               |
| Mercedes-AMG | merk:            | Mercedes-AMG Duitsland                                                                                  |                               |
| Mercedes-AMG | model:           | A 35 L verlengde sedan (Z177; variant van de 4e generatie Mercedes-Benz A-Klasse voor de Chinese markt) |                               |
| Mercedes-AMG | einde productie: | ? |                               |
| Mercedes-AMG | productieaantal: | ? |                               |

| MG |                  | concern:                                                           | SAIC Motor-CP Thailand |
| MG | divisie:         |                                                                    |                        |
| MG | merk:            | MG China                                                           |                        |
| MG | model:           | Extender pick-up (badge-engineered Maxus T70 uit 2016 in Thailand) |                        |
| MG | einde productie: | ?                                                                  |                        |
| MG | productieaantal: | ?                                                                  |                        |

| MG |                  | concern:                                                       | SAIC China |
| MG | divisie:         | MG Motor India India                                           |            |
| MG | merk:            | MG China                                                       |            |
| MG | model:           | Hector suv (badge-engineered Baojun 530 voor de Indiase markt) |            |
| MG | einde productie: | ?                                                              |            |
| MG | productieaantal: | ruim 80.000 (medio 2022)                                       |            |

| MG |                  | concern:                                                                                      | SAIC China |
| MG | divisie:         |                                                                                               |            |
| MG | merk:            | MG China                                                                                      |            |
| MG | model:           | RX8 (badge-engineered Roewe RX8 uit 2018 voor het Midden-Oosten en later ook Latijns-Amerika) |            |
| MG | einde productie: | ?                                                                                             |            |
| MG | productieaantal: | ?                                                                                             |            |

| MG |                  | concern:                                             | SAIC Motor-CP Thailand |
| MG | divisie:         |                                                      |                        |
| MG | merk:            | MG China                                             |                        |
| MG | model:           | V80 minibus (badge-engineered LDV Maxus / Maxus V80) |                        |
| MG | einde productie: | 2021–22                                              |                        |
| MG | productieaantal: | ?                                                    |                        |

| Peugeot |                  | concern:                                                                              | Dongfeng Peugeot-Citroën Automobile China |
| Peugeot | divisie:         |                                                                                       |                                           |
| Peugeot | merk:            | Peugeot Frankrijk                                                                     |                                           |
| Peugeot | model:           | 508L verlengde sedan (variant van de 2e generatie 508 uit 2018 voor de Chinese markt) |                                           |
| Peugeot | einde productie: | ?                                                                                     |                                           |
| Peugeot | productieaantal: | 26.390 (verkocht in China t/m 2022)                                                   |                                           |

| Renault Dongfeng Venucia |                  | concern: | eGT New Energy Automotive China (joint venture van Renault-Nissan met Dongfeng Motor Corporation) |
| Renault Dongfeng Venucia | divisie:         | |                                                                                                   |
| Renault Dongfeng Venucia | merk:            | Renault Frankrijk, Dongfeng en Venucia China |                                                                                                   |
| Renault Dongfeng Venucia | model:           | City K-ZE cross-over (elektrische versie van de Kwid; verscheen in 2021 in Europa als de Dacia Spring Electric en in 2022 in Latijns-Amerika als de Renault Kwid E-Tech) Fengguang E1 (badge-engineered versie van Dongfeng) e30 (badge-engineered versie van Venucia) |                                                                                                   |
| Renault Dongfeng Venucia | einde productie: | ? |                                                                                                   |
| Renault Dongfeng Venucia | productieaantal: | ? |                                                                                                   |

| Saleen |                  | concern:                                                    | Jiangsu Saleen Automotive Technology China |
| Saleen | divisie:         |                                                             |                                            |
| Saleen | merk:            | Saleen Verenigde Staten                                     |                                            |
| Saleen | model:           | MaiMai elektrische stadswagen (gebaseerd op de EuCar MyCar) |                                            |
| Saleen | einde productie: | ca. begin 2020                                              |                                            |
| Saleen | productieaantal: | 27 (verkocht)                                               |                                            |